# Schwarzes Dreieck (Zahnmedizin)

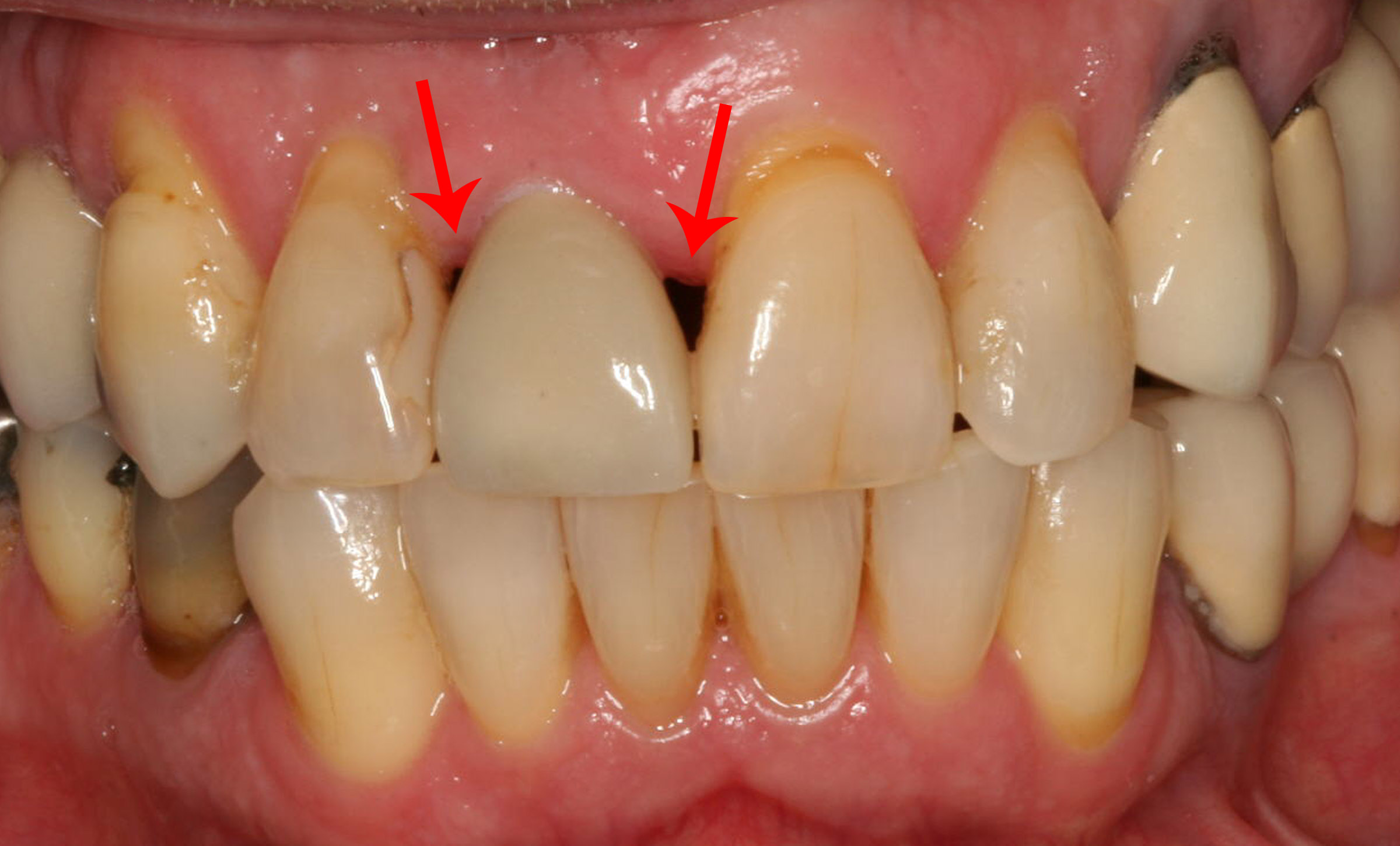
„Schwarze Dreiecke“ im Frontzahnbereich des Oberkiefers

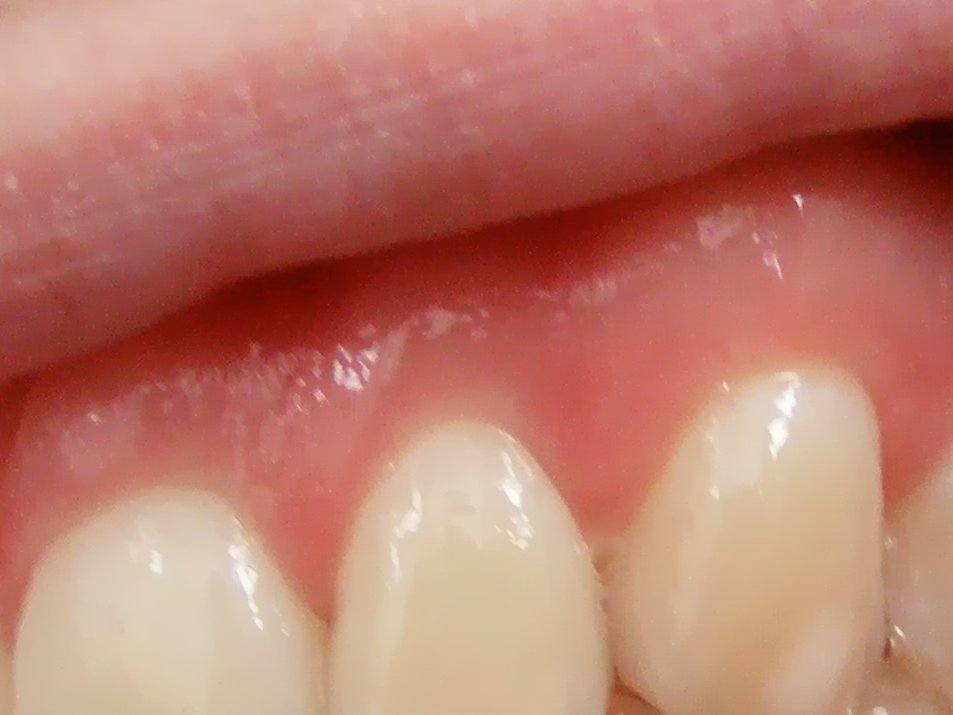
Die Zahnfleischpapillen füllen im gesunden Gebiss den Approximalraum vollständig aus.

Unter einem schwarzen Dreieck (englisch black triangle disease) versteht man in der Zahnmedizin dunkel erscheinende Dreiecke zwischen den Frontzähnen, die auf Grund lückig stehender Zähne, eines Diastemas oder wegen einer fehlenden oder geschwundenen Interdentalpapille entstanden sind. Der Raum zwischen Approximalkontakt, dem physiologischen Berührungsbereich zweier benachbarter Zähne, und Zahnfleischrand wird als Approximalraum (auch: Interdentalraum, Zahnzwischenraum) bezeichnet. Am Approximalkontakt berühren sich die benachbarten Zahnkronen. Der Approximalraum wird im gesunden Gebiss durch die Papille ausgefüllt.

## Grundlagen
Bei der Erstellung oder Wiederherstellung eines natürlichen, ansprechenden Aussehens der Frontzähne wird zwischen der weißen Ästhetik und der roten Ästhetik unterschieden. Zur weißen Ästhetik gehört die Wiederherstellung der Zahnhartsubstanz hinsichtlich Farbe, Form und Zahnstellung. Die rote Ästhetik bemüht sich die umliegenden Weichgewebe, das Zahnfleisch – insbesondere die Zahnfleischpapillen – zu erhalten beziehungsweise wiederherzustellen. Die Rekonstruktion einer verloren gegangenen Interdentalpapille gehört dabei zu den schwierigsten Herausforderungen in der modernen ästhetischen Zahnmedizin. Daneben wird auch  die  Durchlässigkeit für Luft oder Speichel und das Festsetzen von Speiseresten als störend empfunden.

## Ursachen
Oft ist der Verlust der Papille eine Folge der Parodontitis. Die Zahnfleischentzündung führt zu einem Attachmentverlust und zur interproximalen Knochenresorption. Der Verlust der Papillen kann auch eine Folge von parodontal-chirurgischen Therapien sein. Insbesondere schrumpfen die Weichteile während der Heilungsphase.

## Papillen-Index
Der italienische Zahnarzt Daniele Cardaropoli entwickelte einen Papille Presence Index, mit dem die Ausprägung der Papillen beschrieben werden kann.
| Grad  | Ausprägung |
| ----- | --- |
| PPI 1 | Papille vollständig vorhanden; reicht bis zum Kontaktpunkt; gleiche Papillenhöhe wie angrenzende Papillen                      |
| PPI 2 | Papille nicht vollständig vorhanden; liegt apikal des Kontaktpunkts; nicht auf gleicher Papillenhöhe, wie angrenzende Papillen |
| PPI 3 | Papille reduziert vorhanden; Schmelz-Zement-Grenze des Zahnes wird interdental sichtbar                                        |
| PPI 4 | Papille kaum vorhanden; Schmelz-Zement-Grenze des Zahnes ist interdental und oral sichtbar                                     |

## Therapie
Es werden chirurgische und konservative Verfahren entwickelt, mit denen ein Wiederaufbau der Papillen erreicht werden soll.